# Biała (Vistula)

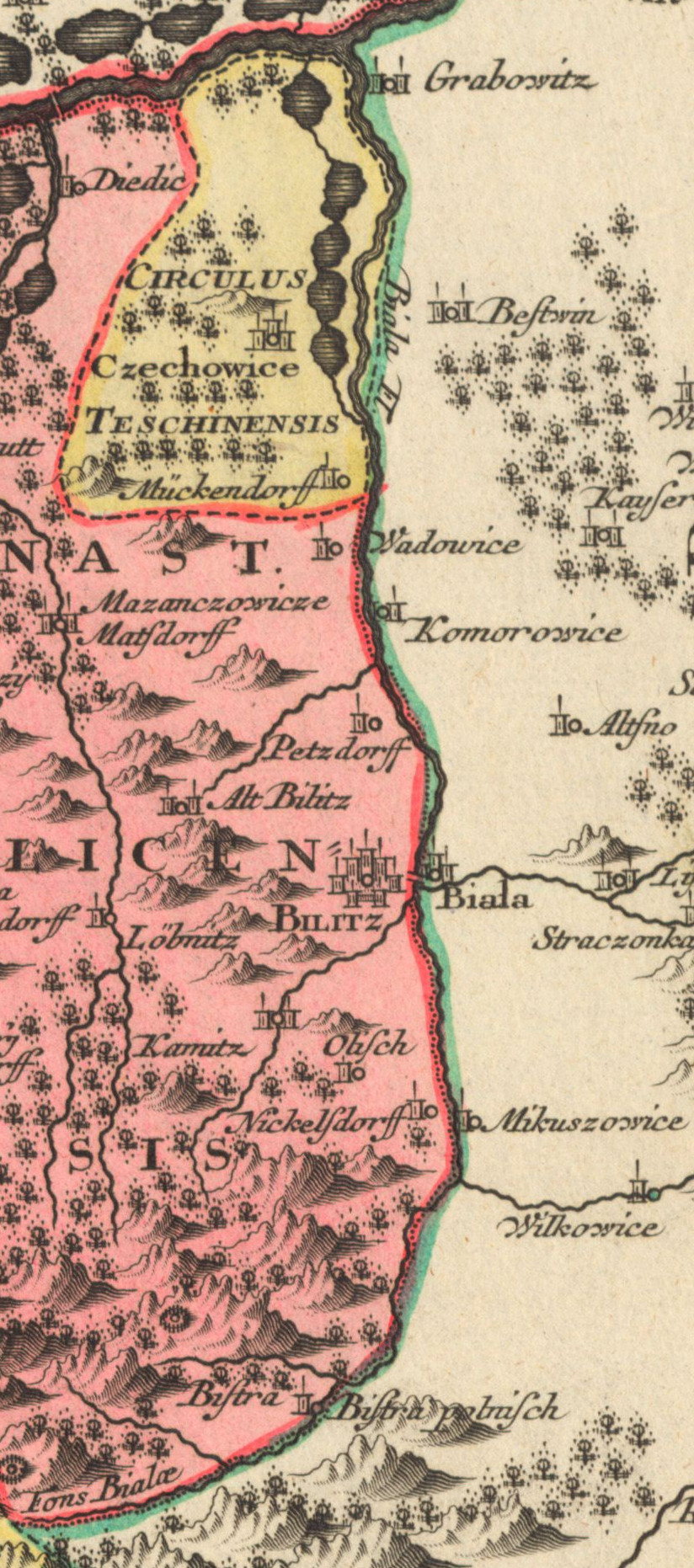
Vào thế kỷ VIII, sông Biała là biên giới ngăn cách Bielsko và Biała

```
Biała
 (
tiếng Đức
: 
Bialka
) là một con sông ở miền nam 
Ba Lan
, phụ lưu bên phải của 
dòng Vistula
, dài khoảng 
29
 
km (18
 
mi)
. Đây là con sông chính của thành phố 
Bielsko-Biała
, có ý nghĩa lịch sử quan trọng. Sông Biała từng là biên giới ngăn cách 
Bielsko
 và 
Biała
. 
```

## Địa lý
Hai nguồn của con sông nằm ở sườn phía đông bắc ngọn núi Klimczok tại Silesian Beskids trên độ cao 900 m đến 1020 m. Sông Białka đầu tiên trôi qua làng Bystra. Trước khi đến Mikuszowice, nó hợp với dòng Biała bắt nguồn từ sườn phía đông núi Magura ở Little Beskids, sau đó dòng sông chảy về phía bắc. Sau 15,7 km (9,8 mi), dòng sông đi vào thành phố Bielsko-Biała, trở thành dòng sông chính, sau đó sông chảy len vào giữa thị trấn Czechowice-Dziedzice ở phía tây và thị trân Gmina Bestwina ở phía đông, đổ ra sông Vistula trên độ cao 240 m. 